# Armin-Wolf-Arena
L'Armin-Wolf-Arena è lo stadio di baseball della città tedesca di Ratisbona.
Ha una capacità di 3 100 posti (di cui 1 100 a sedere) e ospita abitualmente le partite casalinghe dei Regensburg Legionäre.
È stata intitolata al vivente giornalista sportivo locale Armin Wolf, il quale ha avuto un ruolo chiave nella pianificazione, nella costruzione e nel finanziamento dell'arena.

## Storia
L'8 settembre 1996 un'assemblea straordinaria della Federazione bavarese di baseball e softball ha deciso di spostare la propria sede a Ratisbona. Al tempo stesso, dopo aver ottenuto i permessi necessari, il 1º settembre 1997 sono partiti i lavori di costruzione di un nuovo stadio. Circa dieci mesi più tardi, il 21 luglio 1998, l'impianto è stato inaugurato. I costi sono stati di circa un milione di euro.
Nel 2009 la struttura ha ospitato le partite del gruppo E dei Mondiali di baseball del 2009. Per l'occasione, la capienza era stata temporaneamente aumentata a 11.500 posti. Sono stati anche costruiti nuovi spogliatoi e servizi igienici. La ristrutturazione è costata 1,4 milioni di euro.
Nel settembre 2012 l'Armin-Wolf-Arena ha ospitato le partite di un girone di qualificazione al World Baseball Classic 2013, nello specifico quello che vedeva impegnata la Nazionale tedesca.
Nel giugno 2013 l'impianto è stato sede di uno dei due gironi dell'European Champions Cup 2013, la massima competizione europea per club.
Nel settembre 2014 si sono disputati qui gli incontri del gruppo A degli Europei 2014.
Tra il 2014 e il 2016 nelle adiacenze dello stadio è stato costruito un centro sportivo con palestre, nonché un secondo campo di baseball con capienza minore (denominato Platz 1).
In occasione dell'European Champions Cup 2017 la massima manifestazione continentale per club è tornata a disputarsi a Ratisbona, questa volta includendo anche semifinali e finali.